# Forgotten Tales
Forgotten Tales es una banda de power metal originaria de la provincia francófona de Quebec (Canadá) formada en 1999. Su música está influenciada por bandas como: Nightwish, Angra, Stratovarius y Rhapsody of Fire.

## Trayectoria
Forgotten Tales se inicia en el año 1999 en el mundo del power metal, donde telonea en un concierto a la consagrada banda, Nightwish.
A pesar de que es una banda que hacía muchas versiones de canciones, en el año 2000 empiezan a construir lo que sería su primer álbum.
Ellos se distinguen por tener una cantante femenina, que posee una fuerte y clara voz que les dio una ventaja extra para ir junto con su maestría musical. A la par con los esfuerzos de grupos europeos en este estilo, la banda entró en los estudios Victor en Montreal en abril de 2001 para grabar su primer esfuerzo, The promise. El álbum fue lanzado en todo Canadá en octubre del 2001, recibiendo buenos comentarios.
En el año 2002 telonean en Quebec, a dos bandas de power metal Edguy y Gamma Ray recibiendo buenas críticas. 
En el año 2003, la banda entró en los estudios Menzo en Quebec para grabar el material que se convertiría en su segundo álbum, All the Sinners, dado a conocer al público en agosto del 2004. Este álbum amplió su estilo exhibido en The promise. 
En el año 2005, el baterista Cédric Prévost dejó la banda, sustituido por Mike Bélanger. 
A principios del año siguiente la banda hace una gira internacional donde telonea a Sonata Arctica en Finlandia y anuncia el retiro de su tecladista William Simard.
Recientemente, la banda ha anunciado la finalización de la grabación de su tercer álbum We shall see the light el cual será lanzado el 5 de diciembre de 2010.

## Miembros
- Sonia Pineault - Vocalista
- Martin Desharnais - Guitarrista
- Patrick Vir - Bajista
- Mike Bélanger - Baterista
- Frédérick Desroches- Tecladista
- Marco Lavoie - Guitarrista

## Antiguos miembros
- Cédric Prévost - Baterista
- Marc-André Gingras - Guitarrista
- Alexandre Therrien - Official Website - Guitarrista
- William Simard - Tecladista

## Discografía
- The Promise (2001)
- All the Sinners (2004)
- We shall see the light (2010)